# 벤타인 시장

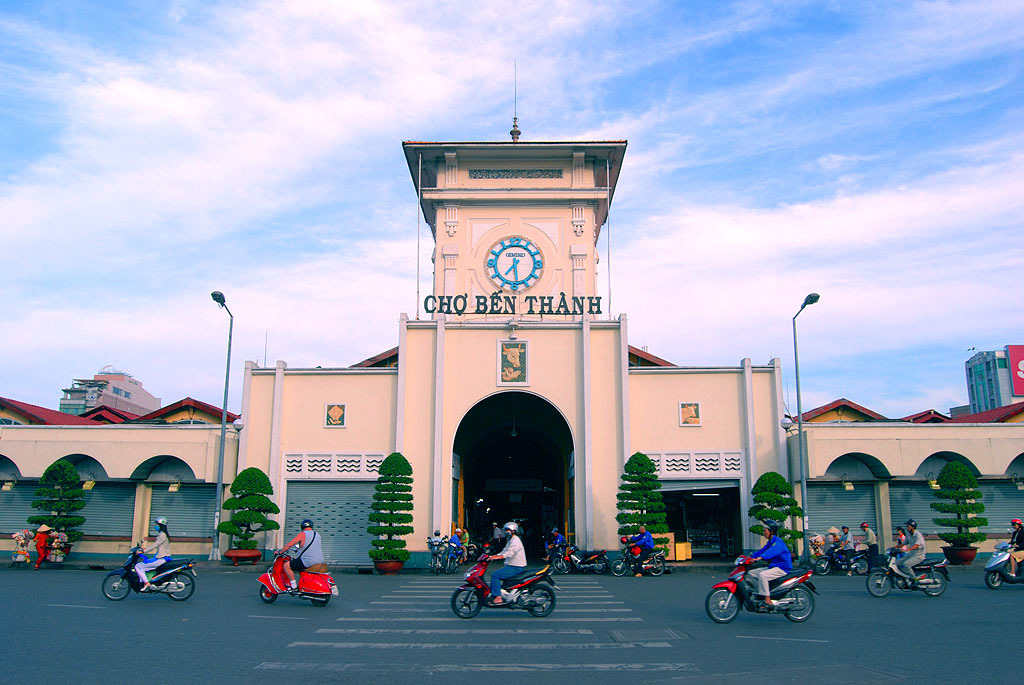
벤탄 시장

벤타인 시장(베트남어: Chợ Bến Thành / 𢄂𤅶城) 또는 벤탄 시장은 호찌민 시 1군에 있는 시장이다. 남쪽 입구에 있는 시계탑은 호찌민에 있는 상징적인 건물 중 하나이다.

## 역사
17세기 초에 사이공강 근처에서 길거리 상인들이 모여서 물건을 팔기 시작한 것이 벤탄 시장의 기원이다. 1859년에 자딘성이 무너뜨린 프랑스인들이 벤탄 시장을 공식적으로 세웠다. 시장의 최초 위치는 자딘성 가까이에 있는 벤응애강 옆이었다.

## 옛 시장
원래 벤탄 시장은 벽돌과 목재로 건설되었다. 프랑스인들이 쟈딘을 공격하기 전에는 자딘성 주변에 십만 명의 인구가 있었으며, 벤탄 시장은 항상 사람으로 붐볐다. 시장 가까이에 벤응애강 옆을 따라 배들이 묶여 있는 풍경은 수상 도시를 연상케 했다. 1859년 2월, 프랑스인들이 자딘성을 차지하고 나서 이틀 뒤 베트남 군은 도시 전체를 불태웠으며, 이때 벤탄 시장도 잿더미가 되었다. 다음해 프랑스인들은 벤탄 시장이 원래 있었던 자리에 다시 시장을 세웠다.
시장 반대편에는 강가를 따라 샤르네르 가가 있었는데, 그 길의 이름은 프랑스인들이 지은 것이었다. 이 대로의 다른 이름은 광둥 가였는데, 대부분 여기서 무역하는 사람들이 광둥 사람들이었기 때문이다. 1887년에 프랑스인들이 운하를 메우고 두 개의 길을 하나로 합치면서 이 길을 샤르네르 대로라고 불렀으며, 이 대로가 바로 오늘날의 응우옌후에 대로이다.
시장에는 중국, 인도, 그리고 프랑스 사람들로 많이 붐볐다. 하지만 시장이 낡은 문제가 있었고 프랑스인들은 새롭게 시장을 세울 곳을 정했다. 새로운 시장의 위치는 미토 역 근처로 정해졌는데, 이곳이 오늘날 벤탄 시장이 있는 곳이다.

## 새 시장

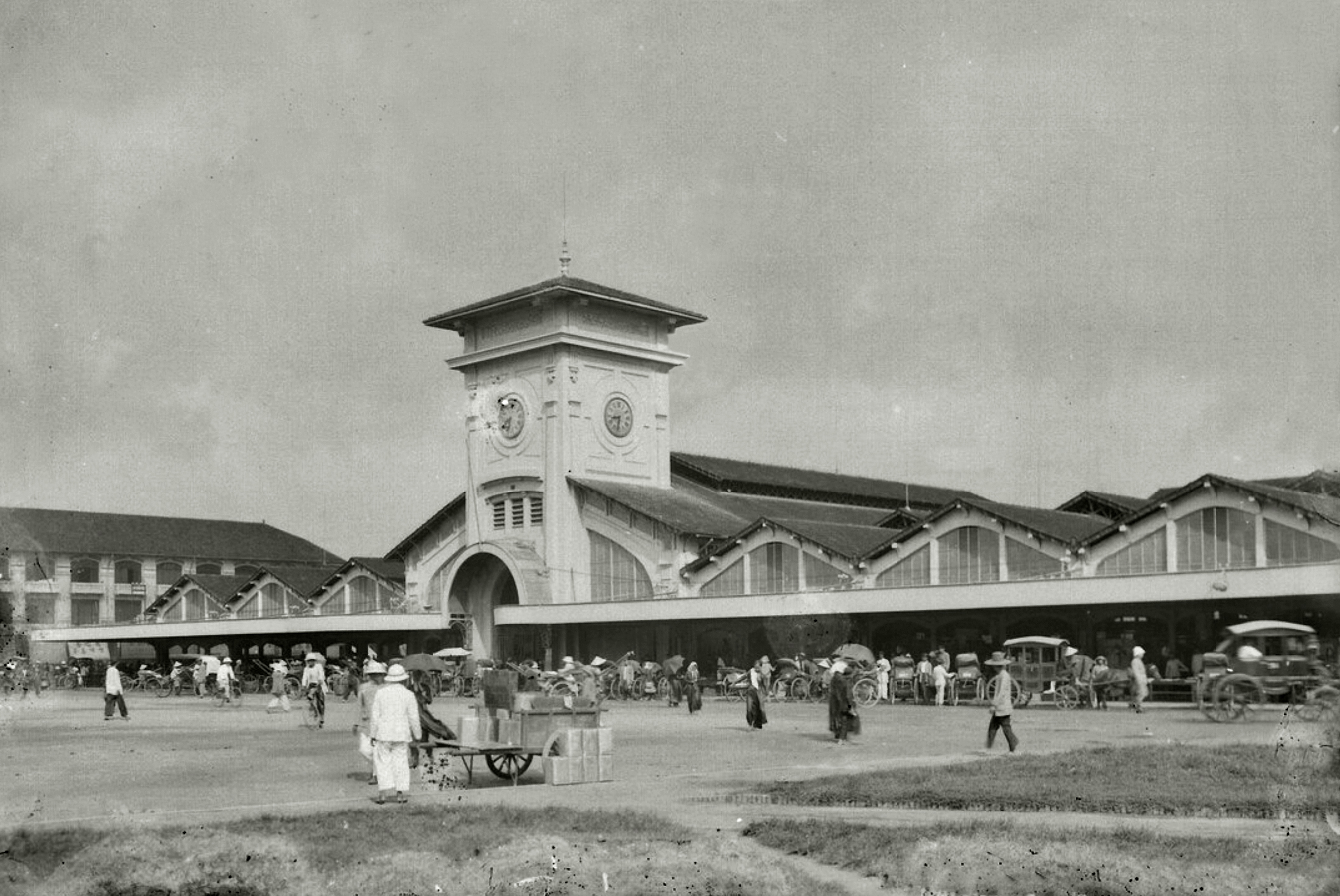
20세기 초의 벤탄 시장.

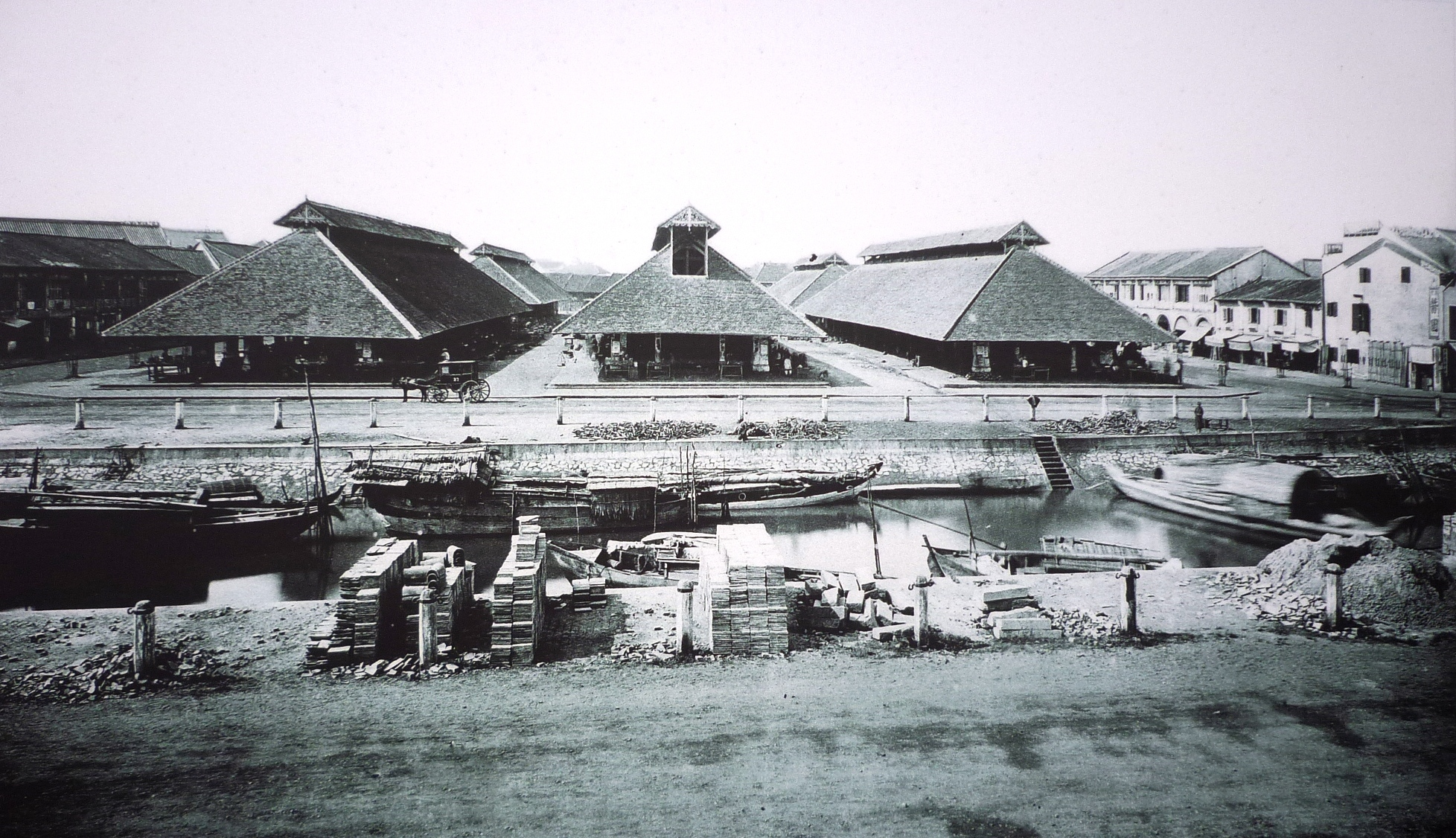
19세기 말의 벤탄 시장.

새로운 시장의 건설은 1912년에 시작되어 1914년 3월에 마무리되었으며, 이곳에서도 벤탄 시장이라는 이름을 유지하게 되었다. 누리꾼들은 예전 위치에 있던 예전 시장과 구분하기 위해서 이곳을 사이공 시장이나 새 시장이라고 부른다.
1985년 7월 1일부터 8월 15일까지 벤탄 시장의 대규모 개보수가 이뤄졌다.

## 갤러리
- 밤의 시장 모습.
- 하늘에서 시장을 바라본 모습.